# Paraska Plytka-Horytsvit
Paraska Plytka-Horytsvit (1927-1998) est une artiste, écrivain, philosophe, peintre, lexicographe, ethnologue et dialectologue ukrainienne du peuple houtsoule. Elle est aussi connue sous le nom de « Homer Hutsul », mais si l’on fait un petit effort dans sa traduction on écrit "elle est appelée le Homère d’Houtsoulie."

## Biographie

### Naissance et jeunesse
Née en 1927, son père Stefan Plytka est un forgeron instruit et polyglotte du raïon de Kossiv, sa mère Hanna, est tisserande et brodeuse. Plus tard, la famille déménage à Krivorivnya. Paraska Plytka effectue un cursus scolaire complet, mais grâce à son père, elle apprend différentes langues (dont l'allemand), c'est pourquoi pendant la Seconde Guerre mondiale, elle est utilisée comme traductrice.
En 1943, elle part pour l'Allemagne nazie, dans la perspective de poursuivre des études supérieures à l'université. Mais elle est contrainte de servir de domestique dans une famille allemande où elle subit de graves humiliations. De retour à Krivorivnya, elle rejoint le mouvement de libération nationale, aidant les insurgés à se procurer de la nourriture et des vêtements.

### Exils en Sibérie et Kazakhstan
Au cours de l'hiver 1945, des milliers de jeunes filles condamnées originaires de l'ouest de l'Ukraine sont envoyées en Sibérie. Elle raconte :  "Au lieu de vêtements chauds, on nous a donné des manteaux de personnes exécutées, couverts de sang". Souffrant d'engelures aux pieds elle est hospitalisée dans l'infirmerie de la prison et doit ensuite utiliser des béquilles pour se déplacer pendant près de 5 ans. Après 1947, elle est reléguée dans une prison à Sauveur (Kazakhstan) (un camp spécial de travail, le Karlag no 99, à Spassk (Kazakhstan) (ru), si l’on fait  un petit effort dans sa traduction) 
En prison, elle rencontre un jeune artiste géorgien, avec qui elle correspond et en tombe amoureuse. Lorsqu'il quitte la prison, elle lui demande d'envoyer ses lettres chez son père mais n'approuvant pas la relation, son père détruit ses lettres, faisant perdre à Paraska le contact avec l'artiste. De retour chez elle, elle refuse de pardonner à son père choisit de vivre seule pour le reste de sa vie en souvenir de son amour.

### Retour à Krivorivnya
À 27 ans, Paraska retourne à Krivorivnya où elle est mal accueillie du fait de sa condamnation. Elle regagne peu à peu le respect des habitants du fait de son activité de photographe : elle prend des portraits des villageois et les donne à ceux qui ont bien voulu poser pour elle. Elle s'abstient de parler de sa vie en prison.
Elle reprend une activité dans la communauté villageoise, travaille dans le domaine forestier et participe aux activités artistiques du village. Elle rejoint la chorale, écrit, dessine et prend des photos. Elle choisit ensuite une vie de plus en plus recluse et solitaire, se consacrant à son travail, ne mangeant parfois que ce que les villageois lui apportaient.

### Années 1970-1990
À partir des années 1970, elle accompagne des groupes d'étudiants en visite dans les Carpates. Des étudiants de Kiev lui offrent alors une machine à écrire en guise de remerciement, ce qui lui permet de taper ses oeuvres.
Vers la fin de sa vie, elle sombre dans la misère et  perd presque totalement la vue. Elle vivait avec un cercueil dans sa maison pour ses funérailles, avec un espace laissé pour y graver la date de sa mort. Elle meurt à 71 ans, le 16 avril 1998 et est inhumée à Krivorivnya.

## Carrière

### Prose
Son œuvre s'intitule « Présence à la terre natale » : elle rassemble quarante-six manuscrits et livres imprimés de 500 pages chacun, ainsi que des dizaines de petits livrets illustrés et reliés de sa main.
Egalement lexicographe, elle compile un dictionnaire du dialecte Houtsoule, écrit des histoires, des contes de fées et un roman d'aventures fantastique, Indian Glow, sur les aventures des Houtsoules en Inde.
Une fois chaque livre achevé, Paraska le met en page avec des décorations faites à la main et des illustrations peintes. Son premier livre Starovitski povistorkye (en ukrainien : Старовіцкі повісторькє )  publié en 2008 est écrit en dialecte Houtsoule.

### Peintures
Elle réalise plusieurs dizaines de peintures dont Chevtchenko dans les Carpates, qui est est conservée au musée de Kaniv. Plusieurs de ses œuvres sont dédiées à Ivan Franko et Lessia Oukraïnka. Une série de peintures, intitulée Hutsulka's Destiny raconte la vie des femmes des hautes Carpates.

### Poésie
Paraska a également écrit de la poésie, dont certains en langue Houtsoule (en particulier pour son recueil de poésie Nous devrions penser ). Sa poésie, contrairement à sa prose, porte principalement sur des thèmes religieux.

### Photographies[4]
Elle commence à prendre des photos dans les années 1960-1970 et continue jusqu'à sa mort. La plupart de ses œuvres ont été perdues ou endommagées par le temps et l'humidité dues à un stockage négligent.
Mis à part ceux qui avaient été photographiés et à qui elle avait donné ses photos lors de son retour au village, peu de villageois connaissaient les photographies de Paraska. Elle n'a jamais exposé ses photos, les gardant sous son lit. Certaines d'entre-elles ont été retrouvées dans un musée en 2015.
Paraska Plytka-Horytsvit réalise au total plus de 4 000 photographies. Elle prend pour sujet les villageois et leurs enfants, les paysages, des scènes de vacances, de la nature et de nombreux autres sujets de la vie quotidienne. Les photos sont une évocation du temps qui passe avec les mêmes personnes apparaissant à des moments différents de leur vie, par exemple d’abord en tant que fillette, puis en tant que jeune-fille, puis en tant que mère. Une attention particulière est portée à Pâques, fête qu'elle photographie chaque année. Ses photos retracent la vie des gens ordinaires dans les montagnes des Carpates.

### Films
- Monde Paraska Adonis ( 1992, réalisateur – Paul Farenyuk, opérateur Olexandr Koval)
- Carol pour Paraska ( 2005, Oleh Drach)
- Icône ( 2008 )
- Un portrait sur fond de montagnes (2018, réalisateur Maksym Rudenko)

### Expositions
- Musée national de littérature d'Ukraine, 2010. Peintures, décorations en papier et manuscrits.[réf. nécessaire]
- Portrait de lieu et d'époque, réalisé par des militants d'Ivano-Frankivsk, novembre 2016 [7]
- Biennale Nieużytków, Varsovie, décembre 2016[réf. nécessaire]
- Nous devons réfléchir, Musée Hrushevsky, Kiev[réf. nécessaire]
- Paraska Plytka-Horytsvit. Surmonter la gravité, Mystetskyi Arsenal, octobre 2019 – janvier 2020 [8]

### Musée
Un musée est consacré  à Paraska Plytka-Horytsvit dans sa maison natale à Krivorivnya, réunissant des livres, des photos et des peintures. Une autre partie de son oeuvre  est conservée au musée d'Ivan Franko à Krivorivnya, à Verhovyna et dans plusieurs autres musées d'Ukraine .

## Voir également
- Viviane Maier
- Macha Ivashintsova